# کولمنار ویگو
کولمنار ویگو (به اسپانیایی: Colmenar Viejo) یک دهستان اسپانیا است که در مادرید (بخش خودمختار) واقع شده‌است.

## خصوصیات
کولمنار ویگو ۱۸۲٫۶ کیلومترمربع مساحت و ۴۴٬۴۲۷ نفر جمعیت دارد.

## خواهرخوانده
شهرهای سورزن و کولفرو خواهرخوانده‌های کولمنار ویگو هستند.